# س. في. ماني
س. في. ماني (بالإنجليزية: C. V. Money)‏ هو مدرب كرة سلة أمريكي، ولد في 21 فبراير 1901 في إنديانا في الولايات المتحدة، وتوفي في 19 مارس 1977 في ماركيت في الولايات المتحدة.